# Distrito de Manantay
El distrito de Manantay es uno de los siete distritos que conforman la provincia de Coronel Portillo en el departamento de Ucayali en el Oriente del Perú. 
Limita por el Norte con el distrito de Callería, por el Este con el distrito de Masisea y por el Sur y por el Oeste con el departamento de Huánuco.

## Historia
Fue creado mediante Ley Nº28753 el 6 de junio de 2006.

## Población
Según el censo 2007 el distrito tiene una población de 70 745 habitantes.
Según el censo de 2017, el distrito tiene una población de 87 525 habitantes.

## Autoridades

### Municipales
- 2023 - 2026
  - Alcalde : Docente de Educación Artística, Roger Galán Torres del movimiento regional Ucayali Región con Futuro
  - Regidores:
    - 1 Edgar Rengifo Dávila (Ucayali Región con Futuro)
    - 2 Gina Paredes Salazar (Ucayali Región con Futuro)
    - 3 Orestes Ríos Castro (Ucayali Región con Futuro)
    - 4 Jackelina Pinchi Fababa (Ucayali Región con Futuro)
    - 5 Juan Carlos Vásquez Ríos (Ucayali Región con Futuro)
    - 6 Sheny Tatiana Lucas Muñóz (Ucayali Región con Futuro)
    - 7 Davis Nicolás Angles Paredes (Acción Popular)
    - 8 Atilio Bugarin Aguilar (Movimiento Independiente Regional Cambio Ucayalino)
    - 9 Nilda Rodríguez Silvano (Todos Somos Ucayali)

- 2019 - 2022
  - Alcalde : Mg. Victor Hugo López Ríos
  - Regidores:
    - 1.
    - 2.
    - 3
    - 4
    - 5
    - 6
    - 7
    - 8
    - 9

- 2017 - 2018[4]
  - Alcalde: Julio Gómez Romero, de Todos Somos Ucayali.
  - Regidores:

  1. Julio Gómez Romero (Todos Somos Ucayali)
  2. Ketty Elizabeth Sánchez Fasabi (Todos Somos Ucayali)
  3. Betina Muñoz Sajami (Todos Somos Ucayali)
  4. Daniel Ríos Mello (Todos Somos Ucayali)
  5. Greysi Fiorella Machado Pacaya (Todos Somos Ucayali)
  6. Emerson López Vargas (Todos Somos Ucayali)
  7. Manuel Segundo Saavedra Rojas (Alianza para el Progreso)
  8. Sheyby Sharon Mozombite Balvin (Alianza para el Progreso)
  9. Elías Saldaña Valles (Movimiento Independiente Regional Cambio Ucayalino)

### Religiosas
- Obispo de Pucallpa: Monseñor Gaetano Galbusera Fumagalli, SDB.[5]